# انشیم‌ویل
انشیم‌ویل (به فرانسوی: Anceaumeville) یک کامین در فرانسه است که در Canton of Clères واقع شده‌است.

## خصوصیات
انشیم‌ویل ۴٫۶۸ کیلومترمربع مساحت و ۶۷۳ نفر جمعیت دارد و ۱۶۰ متر بالاتر از سطح دریا واقع شده‌است.